# Ricardo de Tezanos Pinto
Ricardo de Tezanos-Pinto Domínguez es un ingeniero comercial chileno, que entre diciembre de 2020 y marzo de 2022 se desempeñó como presidente del Banco del Estado de Chile.
Es ingeniero comercial de la Universidad Adolfo Ibáñez (UAI).

## Trayectoria pública
Ha desarrollado una amplia trayectoria laboral siendo inspector de bancos en la Superintendencia de Bancos e Instituciones Financieras de Chile entre 1983 y 1986, luego ejerció como ejecutivo en Citibank, gerente general en Sud Americana De Vapores, socio fundador y director ejecutivo de Administradora de Inversiones Los Andes, participando además en más de quince directorios de empresas, incluida la del Banco BBVA.
Posteriormente (en la década de 2010), trabajó como miembro de diferentes direcciones como Naviera Nisa S.A, Empresas Transoceánica y Cementos Bío Bío S.A, para finalmente llegar al puesto de presidente en del Sistema de Empresas Públicas (SEP), entre marzo de 2018 y noviembre de 2020.
El 20 de diciembre de 2020 fue designado por el presidente de la República Sebastián Piñera como presidente del directorio del Banco Estado, luego de la renuncia de Sebastián Sichel. Renunció al cargo el 17 de marzo de 2022, aduciendo motivos personales, su renuncia se hizo efectiva al día siguiente. En su lugar asumió en calidad de subrogante, el vicepresidente del BancoEstado, Pablo Correa González.